# 태자귀
태자귀는 영양실조나 굶어죽은아이의 혼으로 주로 우리나라의 신당에서 많이 나타난다 또    
태자귀는 어떤 부인의 집에들어가 "제자가 되어 드릴까요?" 라고 묻는데 부인이 "그렇게하라"라고하면 그부인은 커서 무당이 되고
태자귀가 몇번을 물어도 대답을 안하면 결코 태자귀가
붙는 일이없다.
어떤부인은 장난삼아 "그렇게하라"라고 했는데 태자귀가 갖가지 방법을 써도 안떨어져 병이 심해져 죽고말았다.
그래서 태자귀가 어린아이라고 무시하면 안되는 것이다.